# Ю Сынмин
Ю Сын Мин (кор. 유승민; род. 7 января 1958, Тэгу) — южнокорейский политик и экономист.

## Биография

### Ранние годы
Ю Сын Мин родился 7 января 1958 года в Самдоктоне района Чунгу города-метрополии Тэгу. Окончил начальную школу Тэгу-Самдок (1970 г.), среднюю школу Тэрюн (1973 г.) и старшую школу Кёнбук (1976 г.), затем поступил в Сеульский университет. В 1982 году окончил институт экономики Сеульского университета, получив степень бакалавр экономики. В 1990 году олучил степень магистра экономики в Висконсинском университете, а в 1987 году — степень доктора экономики. После окончания учёбы Ю работал экономистом в Корейском институте развития с 1987 по 2000 год. Затем перешёл на должность президента Института Юидо, аналитического центра «Партии великой страны», где проработал с 2000 по 2003 год.

### Политическая деятельность
С 2004 года 4 раза был избран членом Национального Собрания Республики Корея, служил секретарём лидера «Партии великой страны» Пак Кын Хе с 2005 года. В 2017 году рассказал о своём намерении баллотироваться на президентских выборах. 28 марта 2017 года Ю Сын Мин выбран кандидатом в президенты Республики Корея от «Правильной партии».